# Danica Rusjan
Danica Rusjan (Gorica, 14. rujna 1926. – Zagreb,  23. prosinca 2022.) bila je hrvatska akademska slikarica i ilustratorica. Osim mnogih naslovnica i ilustracija dječjih i školskih knjiga – među najpoznatijim takvim njenim ostvarenjima zasigurno je udžbenik prirode i društva za prvašiće Moj dom, likovno je opremala i mnoga Jugotonova izdanja gramofonskih ploča s popularnim bajkama braće Grimm i pričama za djecu mnogih drugih pisaca.

## Životopis
Danica Rusjan rođena je 14. rujna 1926. godine u Gorici, na današnjoj talijansko-slovenskoj granici. Diplomirala je slikarstvo i grafiku na zagrebačkoj Akademiji likovnih umjetnosti. Nakon diplome bavila se isključivo ilustracijom, za koju je dobila niz nagrada, među kojima i nagradu Grigor Vitez za 1968. godinu.
Vilko Gliha Selan, jedan od urednika časopisa Radost, počeo je 1951. godine kao suradnike časopisa okupljati likovne umjetnike koji su stvarali za djecu: iz tog je kruga – uz Mladena Vežu i Cvijetu Job – potekla i Danica Rusjan, koja je za taj časopis izradila mnoge crteže i naslovnice. Svojim je likovnim umijećem i djelovanjem obilježila mnoge slikovnice i knjige za djecu u šezdesetim, sedamdesetim i osamdesetim godinama 20. stoljeća surađujući s nizom vodećih nakladnika dječje književnosti u Hrvatskoj i negdašnjoj Jugoslaviji. U povijesti hrvatskoga nakladništva ostat će trajno upamćena po ilustracijama i naslovnicama dječjih romana objavljenih u biblioteci »Vjeverica« zagrebačke nakladničke kuće »Mladost« i mnogim izdanjima Društva Naša djeca. Ilustrirala je knjige Vesne Parun, Ratka Zvrka, Gustava Krkleca, Zlate Kolarić-Kišur, Ele Peroci, Sunčane Škrinjarić, Grigora Viteza, Nade Iveljić, Mate Lovraka, Stanislava Femenića, Vjekoslava Majera, Anđelke Martić, Luke Paljetka i mnogih drugih.
Godine 2004. Rusjan je zagrebačkoj Knjižnici Vladimira Nazora darovala originalne ilustracije u tehnici tempere, koje su nastale u razdoblju od 1984. do 1986. godine: zimski motivi poput Klizanja u šumi, Snjegovića na Sjevernom polu i blagdanskih čestitki objedinjeni su u izložbu pod nazivom »Danica Rusjan: Snjegovići« i predstavljeni javnosti.
Danica Rusjan preminula je 23. prosinca 2022. u Zagrebu u 97. godini života. Pokopana je 31. prosinca 2022. godine u 12:30 sati na zagrebačkom groblju Miroševcu.

## Vanjske poveznice
- Tportal.hr – Uz ilustracije Danice Rusjan odrastale su generacije, pogledajte njezine naslovnice koje će vas vratiti u djetinjstvo
- WorldCat: Rusjan, Danica (engl.)
- Danica Rusjan na Discogsu